# Tapheocarpa calandrinioides
Tapheocarpa calandrinioides är en himmelsblomsväxtart som först beskrevs av Ferdinand von Mueller, och fick sitt nu gällande namn av John Godfrey Conran. Tapheocarpa calandrinioides ingår i släktet Tapheocarpa och familjen himmelsblomsväxter. Inga underarter finns listade.